# Cymbalaria
Cymbalaria es un género de alrededor de 10 especies de plantas perennes y herbáceas, nativo del sur de Europa. 
En el pasado se encontraba clasificado en la familia Scrophulariaceae, sin embargo, recientes estudios filogenéticos han demostrado que pertenece a la familia Plantaginaceae. 
Está estrechamente relacionado con los géneros Linaria y Antirrhinum, de los que difiere por el hábito de crecimiento rastrero y sus flores, que surgen solitarias no en espigas densas y erectas. El nombre científico "semejante a un címbalo" se refiere a las hojas redondeadas.
La especie más conocida del género es Cymbalaria muralis, nativa del sudoeste de Europa y ampliamente naturalizada en muchos otros lugares.

## Hábitat
Su hábitat natural son grietas protegidas en los muros, rocas o senderos. Sus tallos pueden alcanzar una longitud de más de 1 m. Las Flores, que se asemejan a las de Antirrhinum, son pequeñas (6 mm), de color púrpura pálido y con dos manchas amarillas cerca del centro.
Las varias especies de este género difieren en cuanto a forma de hojas y colores de la flor.

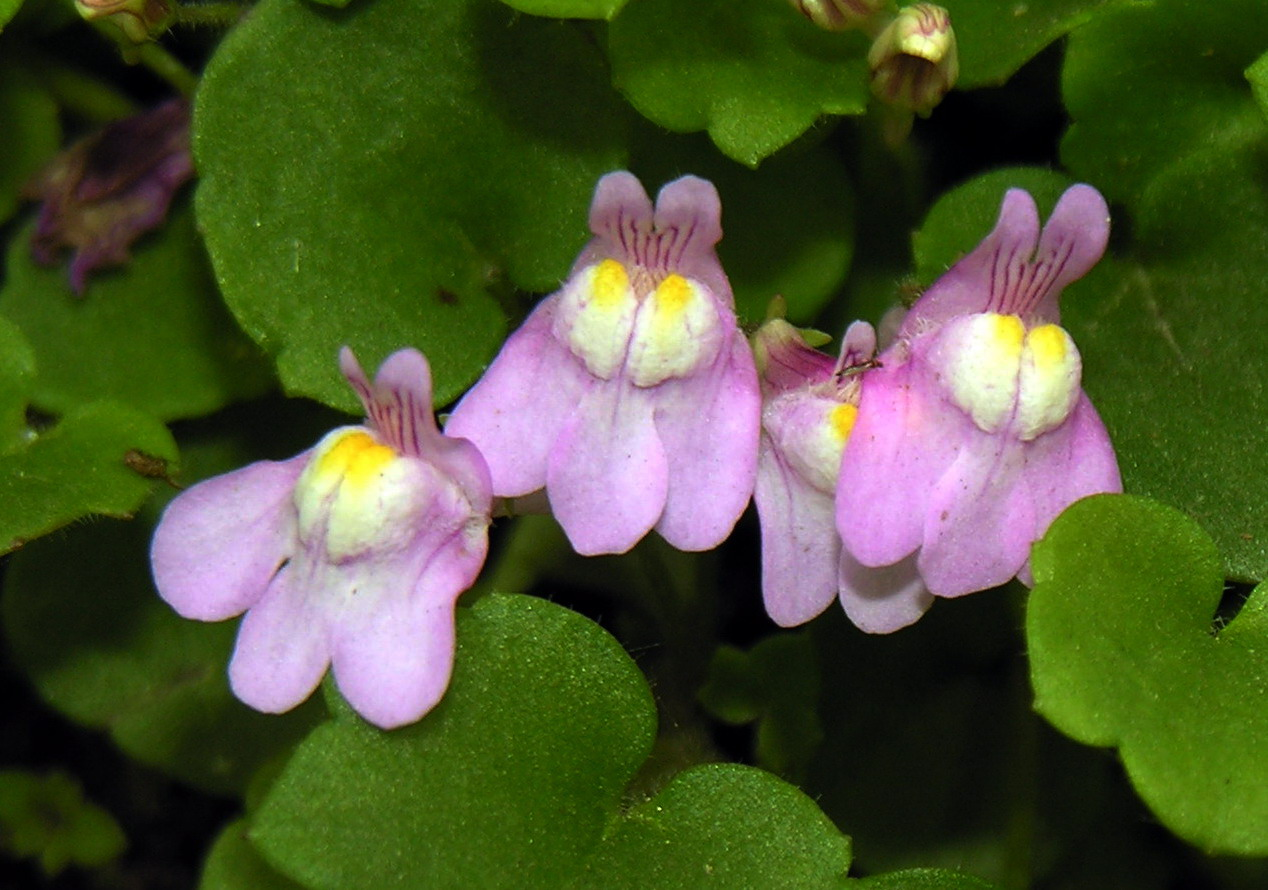
Flores muy aproximadas de Cymbalaria muralis.

## Taxonomía
El género fue descrito por John Hill y publicado en The British Herbal 113–114, pl. 17 [upper left center]. 1756.

## Especies
- Cymbalaria aequitriloba
- Cymbalaria hepaticifolia
- Cymbalaria longipes
- Cymbalaria microcalyx
- Cymbalaria muelleri
- Cymbalaria muralis
- Cymbalaria pallida
- Cymbalaria pilosa